# Hluhivți
Hluhivți (în ucraineană Глухівці) este o așezare de tip urban din raionul Kozeatîn, regiunea Vinnița, Ucraina. În afara localității principale, nu cuprinde și alte sate.

## Demografie
Componența lingvistică a așezării de tip urban Hluhivți
     Ucraineană (97,93%)
     Rusă (1,91%)
     Alte limbi (0,1%)
Conform recensământului din 2001, majoritatea populației așezării de tip urban Hluhivți era vorbitoare de ucraineană (97,93%), existând în minoritate și vorbitori de rusă (1,91%).